# ستيفن تومبسون
ستيفن تومبسون (بالإنجليزية: Steven Thompson)‏ (مواليد 14 أكتوبر 1978 في بايزلي - اسكتلندا) لاعب كرة قدم اسكتلندا يلعب حاليا لصالح نادي الدرجة الممتازة بيرنلي الإنجليزي منذ 2008 في مركز المهاجم .

## مسيرته الكروية
لعب ستيفن تومبسون خلال مسيرته الاحترافية مع 5 أندية في ثلاثة وعشرون موسمًا وسجل خلالها 108 هدف ضمن 528 مباراة. حيث فاز في موسم واحد بالكأس وفي موسمين بالدوري.
خاض ستيفن تومبسون مسيرته مع نادي دندي يونايتد في موسم 1996–97 ليلعب معه سبعة مواسم، مشاركًا في 133 مباراة سجل خلالها 18 هدفًا. ثم انتقل إلى نادي رينجرز في موسم 2002–03 ليلعب معه أربعة مواسم، حيث شارك في 62 مباراة سجل خلالها 17 هدفًا. لينتقل بعدها إلى نادي كارديف سيتي في موسم 2005–06 ليلعب معه أربعة مواسم، مشاركًا في 97 مباراة سجل خلالها 16 هدفًا. ثم انتقل إلى نادي بيرنلي في موسم 2008–09 واستمر معه طيلة ثلاثة مواسم، مشاركًا في 83 مباراة سجل خلالها 13 هدفًا. هذا وانتقل لاحقًا إلى نادي سانت ميرين في موسم 2011–12 ليلعب معه خمسة مواسم، مشاركًا في 153 مباراة سجل خلالها 44 هدفًا.

## روابط خارجية
- ستيفن تومبسون على موقع قاعدة بيانات كرة القدم.إي يو (الإنجليزية)
- ستيفن تومبسون على موقع ناشيونال فوتبول تيمز (الإنجليزية)
- ستيفن تومبسون على موقع Soccerbase.com (لاعب) (الإنجليزية)
- ستيفن تومبسون على موقع عالم كرة القدم.نت (الإنجليزية)
- ستيفن تومبسون على موقع AS.com (الإسبانية)